# Hexatoma (Eriocera) flavicosta
Hexatoma (Eriocera) flavicosta is een tweevleugelige uit de familie steltmuggen (Limoniidae). De soort komt voor in het Oriëntaals gebied.